# Sipahutar III
Sipahutar III is een bestuurslaag in het regentschap Tapanuli Utara van de provincie Noord-Sumatra, Indonesië. Sipahutar III telt 745 inwoners (volkstelling 2010).